# 都柏林地區
都柏林地區（英語：Dublin Region），原稱都柏林郡（英語：County Dublin），是愛爾蘭的一個地區，位於愛爾蘭島東部海岸。包括了都柏林市、南都柏林郡、芬戈郡和鄧萊里-拉斯當郡。面積921平方公里，2006年人口 1,186,821人。首府都柏林。

## 外部連結
- Dublin Regional Authority
- Architecture of County Dublin
- Civil parishes of County Dublin, from Ireland.com
- Score for 'Quality of Life' in County Dublin （页面存档备份，存于）
- Gaelscoil stats （页面存档备份，存于）
- Que ver en Dublín （页面存档备份，存于）

53°25′N 6°15′W / 53.417°N 6.250°W